# Wipeout (émission québécoise)
Pour les articles homonymes, voir Wipeout.
Wipeout est une émission de télévision québécoise en trente épisodes de 25 minutes diffusée à partir du 31 août 2009 sur le réseau V et animée par Valérie Simard. Les performances des participants sont commentées par Alain Dumas et Réal Béland.
L'émission est l'adaptation du jeu télévisé américain Wipeout.
Contrairement à la version originale qui consiste en un épisode d'une heure, la version québécoise est découpée en trois épisodes de 30 minutes, diffusés pendant la semaine, afin « d'accroître le suspense ».

## Concept
Deux cents participants québécois ont été choisis par la production parmi les 18 500 inscriptions reçues afin de participer au parcours de Wipeout et seulement 200 personnes ont été choisis pour jouer au jeu,. À chaque épisode, 24 candidats québécois participent et traversent plusieurs épreuves. Il n'y a qu'un seul gagnant par épisode et celui-ci remporte le titre de champion québécois Wipeout et des prix en argent.

## Parcours
Chaque épisode, 24 québécois participent à plusieurs rondes de course à obstacle différentes.

### Le balayeur
Les douze candidats restants sont perchés sur des poteaux disposés en cercle à quatre mètres de hauteur. Une longue barre, partant du centre du cercle, tourne en passant au-dessus des poteaux : les candidats doivent donc sauter pour l'éviter. Plus l'épreuve dure, plus la barre tourne vite et plus elle s'élève.
Un candidat a le droit de s'agripper au poteau s'il est déséquilibré, mais il doit impérativement remonter debout sur le poteau avant que la barre ne repasse à son niveau.
Six candidats sont qualifiés pour l'étape suivante, mais l'épreuve continue jusqu'à ce qu'il ne reste plus qu'un seul candidat.

### La zone Wipeout
Tout d'abord, les candidats doivent descendre une glissade, d'une longueur de 45 pieds avant d'arriver dans la piscine. Ensuite, ils doivent rejoindre une pente où ils doivent passer par-dessus des barils roulants de 50 kg. Puis, ils doivent franchir le mur de pluie en s'accrochant à des prises, mais ce mur se situe en dessous d'une cascade qui envoie de l'eau en grande quantité sur les candidats. 
Une fois ce mur franchi, le candidat doit sauter sur le tourniquet géant avec des poteaux disposés un peu partout sur la roue, auquel le candidat doit s'accrocher. De l'autre côté se trouve une petite plate-forme sur laquelle il faut sauter pour continuer. Vient ensuite la poutre pivotante, une poutre ronde qui tourne sur elle-même. Si le candidat venait à tomber, il doit remonter sur la plate-forme, mais la poutre ne tourne plus. 
Enfin, le candidat doit sauter sur deux trampolines, le deuxième étant situé plus haut que le premier. Une fois l'ultime obstacle franchi, le candidat doit appuyer sur un bouton situé sur la plate-forme finale pour arrêter le chronomètre.
Le candidat qui a eu le moins de temps sur son chronomètre sera déclaré champion québécois Wipeout.